# Alex Nyarko
Alex Nyarko (n. 15 octombrie 1973, Accra, Ghana) este un fotbalist ghanez, retras din activitate, care a evoluat în Liga I la echipa Sportul Studențesc pe postul de mijlocaș central. Alex Nyarko a jucat în echipa națională de fotbal a Ghanei.

## Performanțe internaționale
A jucat pentru Ghana U-23 la Jocurile Olimpice de vară din 1992 de la Barcelona, alături de Ibrahim Dossey, reușind împreună cu ceilalți jucători să câștige medalia de bronz, aceasta fiind și prima medalie olimpică câștigată la fotbal de un stat african. A evoluat la Cupa Africii pe Națiuni, fiind selecționat la ediția din anul 1998 și la cea din anul 2000.

## Titluri
| Sezon     | Club    | Titlu             |
| --------- | ------- | ----------------- |
| 1998-1999 | RC Lens | Coupe de la Ligue |